# Bundesstraße 480
Die Bundesstraße 480 (Abkürzung: B 480) ist eine Bundesstraße im östlichen Nordrhein-Westfalen (Deutschland) und verläuft von Erndtebrück-Leimstruth über Winterberg und Brilon nach Bad Wünnenberg, wo die B 480 am Kreuz mit der A 44 nahtlos in die A 33 über geht.

## Geschichte/Weiteres
Die B 480 durchquert das Wittgensteiner Land und das Sauerland in Nord-Süd-Richtung und verknüpft dabei drei Teilstrecken, die alle im 19. Jahrhundert entstanden sind:
- Die Chaussee von Nuttlar nach Hallenberg wurde 1834 fertiggestellt. Seit 1937 wird deren südliche Teilstrecke zwischen Winterberg und Hallenberg als Teil der Reichsstraße 236 geführt, welche in Ost-West-Richtung das Rothaargebirge durchquert.
- Die Möhnetalstraße von Brilon über Rüthen bis Werl wurde 1842 fertiggestellt. Seit den 1970er Jahren wird diese Strecke als Bundesstraße 516 bezeichnet.
- Die Zweigstrecke von der Möhnetalstraße bis Alme wurde 1855 eröffnet.

Die B 480 wurde Anfang der 1960er Jahre eingerichtet, um das Netz der Bundesstraßen zu verbessern. Zwischen Hoheleye und Winterberg verläuft sie mit der Bundesstraße 236 auf einer Strecke. In diesem gemeinsamen Abschnitt wird der Verkehr seit 1995 direkt westlich von Winterberg im Rahmen einer Umgehungsstraße mit dem Herrlohtunnel an der Stadt vorbeigeleitet. Bei Brilon teilt sich die B 480 einen Straßenabschnitt mit der Bundesstraße 7.
Ursprünglich führte die B 480 bis Paderborn. Nach dem Neubau der A 33 in den 1980er Jahren wurde das Teilstück von Borchen bis zur B 64 in Paderborn zur Landesstraße 755 umgewidmet. Der Abschnitt vom heutigen Ende der B 480 bis Borchen wurde teilweise von der A 33 überbaut.

## Neubaustrecken als B 480n

### Ortsumgehung Olsberg
Zwischen Olsberg und dem Anschluss an die B 7 wurde von Juni 2005 bis November 2010 eine Umgehungsstraße als B 480n gebaut. Die Eröffnung dieser Neubaustrecke, die die Orte Olsberg und Bigge entlastet, war entgegen den ursprünglichen Planungen nicht mehr für 2009 möglich, sondern fand am 5. November 2010 statt. Die neue Strecke zweigt von Süden kommend vor Olsberg von der alten Trasse ab. Für den neuen Verlauf wurden zahlreiche Ingenieurbauwerke errichtet, dazu gehören der Losenbergtunnel, die Kittelbuschbrücke, die Wirtschaftswegbrücke, die Vossbachbrücke, die Brücke Bruchstraße, die Eselsbruchbrücke und die Ruhrtalbrücke. Während der alte Verlauf der B 480 im Briloner Ortsteil Altenbüren Anschluss an die B 7 hat, liegt dieser mit der neuen Ortsumgehung westlich von Olsberg. Mit Freigabe der Strecke werden die Orte Bigge und Olsberg laut Prognose täglich um bis zu 10.000 Kraftfahrzeuge entlastet.
Im Rahmen des Weiterbaus der A 46 vom bisherigen Ausbauende bei Bestwig bis nach Nuttlar wurde die B 480n über den Anschluss an die B 7 weiter bis zur Autobahn als Zubringer zu einer Anschlussstelle verlängert. Die Freigabe erfolgte am 18. November 2019.

### Ortsumgehung Bad Wünnenberg

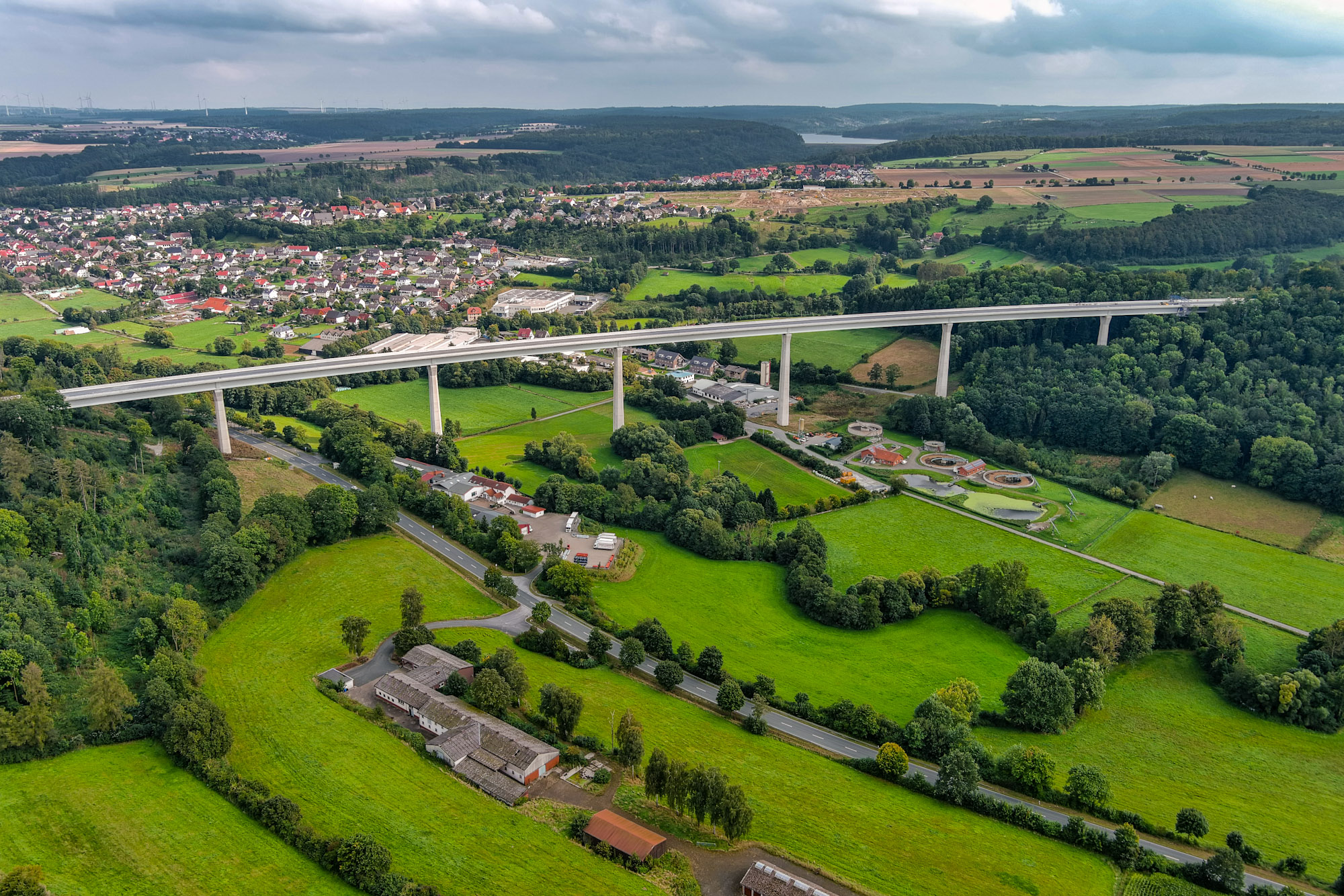
Aftetalbrücke bei Bad Wünnenberg im September 2021

Im weiteren Verlauf Richtung Norden befindet sich mit der Umgehungsstraße von Bad Wünnenberg ein weiterer Abschnitt als Neubaustrecke B 480n. Am 20. Dezember 2021 wurde die knapp 7 Kilometer lange Strecke nach 8-jähriger Bauzeit ihrer Bestimmung übergeben. Herzstück der neuen Ortsumgehung ist die 785 Meter lange und bis zu 70 Meter hohe Aftetalbrücke. Nachdem der Haushaltsausschuss im Dezember 2012 die Umgehungsstraße genehmigt hat, erfolgte der Baubeginn im September 2013.